# 吳昇桓
吳昇桓（韓語：오승환，1982年7月15日— ），綽號「石佛」、「無生還」，是韓國棒球選手，守備位置為投手，曾效力於韓國職棒三星獅、日本職棒阪神虎與美國職棒聖路易紅雀、多倫多藍鳥、科羅拉多洛磯，2019年回歸母隊三星獅隊。

## 生平

### 進入職棒前
高中時期以快速球著稱，但因為手受傷的關係，因此後期多以外野手的身分出賽，高中畢業後便進入檀國大學就讀，同時也做了Tommy John手術，因此大學時期的表現並不好，所以也沒有受到當時位於首爾的兩支球隊LG雙子隊和斗山熊隊優先地域指名，而是等到2005年的選秀會上二次第一指名被三星獅隊選進。

### 進入職棒後

#### 韓國職棒時期
2005年是他的第一個職棒球季，首年便繳出了10勝1敗、11中繼及16救援的好成績，季後也拿下新人王的獎項，隔年起成為隊上的主力救援投手，並在2006年創下單季47次救援成功的韓國職棒紀錄暨亞洲紀錄，至今仍無人能破，2007年和2008年也分別繳出40次及39次救援成功的佳績。
2009年，手的舊傷復發，因此該年僅拿下19次救援成功，隔年更僅出賽16場，拿下4次救援成功，是生涯最差成績，不過2011年復出後，再次追平自己創下的單季47救援成功紀錄，且該年防禦率只有0.63，並創下最快達成200次救援成功的紀錄，接下來的連續兩年，都至少拿下25次救援成功，2011年至2013年的防禦率都不超過2，季末便帶著如此優異的成績尋求旅外機會，最後以2年7億日圓加盟阪神虎隊。

#### 日本職棒時期
旅日首年便拿下39次救援成功，隔年也拿下41次救援成功，這兩年也拿下中央聯盟的救援王，原本在2015年季後阪神虎隊要和他續約，不過卻被爆出在世界棒球12強賽前夕和三星獅的隊友林昌勇、安志晚及尹盛桓在澳門賭博，因此遭到禁賽72場比賽，同時阪神虎隊也不與吳昇桓續約。

#### 美國職棒時期
即使受到賭博事件的影響，還是不減大聯盟球團對吳昇桓的興趣，在2015年季後阪神虎隊不與吳昇桓續約後，數支大聯盟球隊便傳出要網羅他的消息，最後由聖路易紅雀隊以1年500萬美元簽下他，新的賽季將到大聯盟發展。
旅美首年，以14次中繼成功及19次救援成功和1.92的防禦率坐收，出賽72場比賽也是生涯最多，季後續留紅雀隊，並入選經典賽，成為韓國隊唯一一位現役大聯盟球員，經典賽後，雖然有拿下20次救援成功，但只拿下1勝，還有6敗，防禦率升到4.10，宣布投入自由市場，最後獲得遊騎兵隊1+1年的合約，不過最後因為體檢未過而沒有順利簽約，但幾天過後，多倫多藍鳥隊便網羅他，新賽季確定前往北方的加拿大效力。
在多倫多藍鳥的第一個賽季，出賽48場，13個中繼及2個救援成功，但在季中就被交易至力拚季後賽的科羅拉多洛磯隊，這也是他大聯盟的第三支球隊。
2019年，整季出賽21場比賽，且在季中因為右手有碎骨，必須做手術清除而導致整季報銷，卻也因此遭到DFA，大聯盟生涯或許就此結束，但其實他早在2018年就表示想回到韓國打球，但遭到母隊三星獅拒絕，所以只好再2019年勉強在美國繼續打球。

#### 重返韓國職棒
遭到洛磯隊DFA後，傳出吳昇桓將返韓加盟三星獅隊的消息，最後三星獅隊以6億韓元簽下他，吳昇桓正式重返韓國職棒，但因為2015年的賭博事件遭禁賽72場的處分還沒服監，因此2019年剩餘的球季將無法在一軍出賽，預計2020年季中回歸一軍。
2020年6月，服完球監，正式登錄一軍，並在6月17日達成韓、日、美合計400次救援成功，8月8日，達成韓、日、美通算407次救援成功，追平前中日龍隊投手岩瀨仁紀的亞洲紀錄，而截至2020年球季結束為止，他在韓職已經累積295次救援成功，是韓國職棒第一人。
2021年4月25日，達成韓國職棒生涯第300次救援成功，是韓國職棒史上第一人達成，並在7月17日入選奧運韓國隊，取代因違反防疫規定而辭退奧運的投手韓賢熙，成為該屆奧運中年紀最長的選手。
2021年10月13日，拿下本季第40次救援成功，以39歲的年紀拿下單季40次救援成功刷新韓國職棒最老的紀錄，而他在2006年以24歲的年紀達成單季40次救援成功同時也是韓國職棒最年輕紀錄，這也使吳昇桓同時保有最老及最年輕拿下單季40救援成功的特殊紀錄。（但後來在2022年被LG雙子隊的高祐錫以24歲1個月又21天之齡打破，和原本吳昇桓的紀錄只差5天）
2023年，由於開季曾多次救援失敗，因此教練團決定讓他短暫擔任先發投手，希望能藉由投長局數的方式找回手感，並於5月3日迎來生涯首次先發，同時也打破韓國職棒史上最年長生涯初先發的紀錄。生涯初先發過後，被降到二軍做調整。
2023年6月6日，回到一軍後不久轉回終結者的位置，並在對戰NC恐龍隊的比賽中拿下韓職生涯第378次救援成功，同時達成韓日美通算第500次救援成功，是亞洲第一人。10月14日，達成韓職生涯第400次救援成功，是韓職史上第一人。
2024年，於4月26日達成生涯第408次救援成功，超越岩瀨仁紀於日本職棒達成的407次，成為亞洲職棒記錄。
2025年8月6日，宣布賽季結束後退休。21年的職棒生涯也光榮的結束。

## 職棒生涯成績

### 韓國職棒
| 年度 | 球隊   | 出賽 | 先發 | 勝投 | 敗投 | 中繼 | 救援 | 完投 | 完封 | 三振 | 四死 | 責失 | 投球局數 | 自責分率 | 被上壘率 |
| ---- | ------ | ---- | ---- | ---- | ---- | ---- | ---- | ---- | ---- | ---- | ---- | ---- | -------- | -------- | -------- |
| 2005 | 三星獅 | 61   | 0    | 10   | 1    | 11   | 16   | 0    | 0    | 115  | 20   | 13   | 99.0     | 1.18     | 0.67     |
| 2006 | 三星獅 | 63   | 0    | 4    | 3    | 0    | 47   | 0    | 0    | 109  | 12   | 14   | 79.1     | 1.59     | 0.69     |
| 2007 | 三星獅 | 60   | 0    | 4    | 4    | 0    | 40   | 0    | 0    | 69   | 17   | 10   | 64.1     | 1.40     | 0.90     |
| 2008 | 三星獅 | 57   | 0    | 1    | 1    | 0    | 39   | 0    | 0    | 51   | 15   | 9    | 57.2     | 1.40     | 0.85     |
| 2009 | 三星獅 | 35   | 0    | 2    | 2    | 0    | 19   | 0    | 0    | 51   | 17   | 17   | 31.2     | 4.83     | 1.42     |
| 2010 | 三星獅 | 16   | 0    | 0    | 0    | 0    | 4    | 0    | 0    | 19   | 5    | 7    | 14.0     | 4.50     | 1.29     |
| 2011 | 三星獅 | 54   | 0    | 1    | 0    | 0    | 47   | 0    | 0    | 76   | 11   | 4    | 57.0     | 0.63     | 0.67     |
| 2012 | 三星獅 | 50   | 0    | 2    | 1    | 0    | 37   | 0    | 0    | 81   | 13   | 12   | 55.2     | 1.94     | 0.83     |
| 2013 | 三星獅 | 48   | 0    | 4    | 1    | 0    | 28   | 0    | 0    | 54   | 10   | 10   | 51.2     | 1.74     | 0.83     |
| 2020 | 三星獅 | 45   | 0    | 3    | 2    | 2    | 18   | 0    | 0    | 39   | 15   | 14   | 47.2     | 2.64     | 1.24     |
| 2021 | 三星獅 | 64   | 0    | 0    | 2    | 0    | 44   | 0    | 0    | 57   | 16   | 14   | 62.0     | 2.03     | 1.16     |
| 2022 | 三星獅 | 57   | 0    | 6    | 2    | 2    | 31   | 0    | 0    | 51   | 13   | 21   | 57.0     | 3.32     | 1.26     |
| 2023 | 三星獅 | 58   | 1    | 4    | 5    | 2    | 30   | 0    | 0    | 44   | 15   | 24   | 62.2     | 3.45     | 1.15     |
| 2024 | 三星獅 | 58   | 0    | 3    | 9    | 2    | 27   | 0    | 0    | 42   | 18   | 30   | 55.0     | 4.91     | 1.69     |
| 合計 | 14年   | 726  | 1    | 44   | 33   | 19   | 427  | 0    | 0    | 858  | 197  | 199  | 794.2    | 2.25     | 0.99     |

### 日本職棒
| 年度 | 球隊   | 出賽 | 先發 | 勝投 | 敗投 | 中繼 | 救援 | 完投 | 完封 | 三振 | 四死 | 責失 | 投球局數 | 自責分率 | 被上壘率 |
| ---- | ------ | ---- | ---- | ---- | ---- | ---- | ---- | ---- | ---- | ---- | ---- | ---- | -------- | -------- | -------- |
| 2014 | 阪神虎 | 64   | 0    | 2    | 4    | 5    | 39   | 0    | 0    | 81   | 13   | 13   | 66.2     | 1.76     | 0.81     |
| 2015 | 阪神虎 | 63   | 0    | 2    | 3    | 7    | 41   | 0    | 0    | 66   | 16   | 21   | 69.1     | 2.73     | 1.15     |
| 合計 | 2年    | 127  | 0    | 4    | 7    | 12   | 80   | 0    | 0    | 147  | 29   | 34   | 136.0    | 2.25     | 0.99     |

### 美國職棒
| 年度 | 球隊         | 出賽 | 先發 | 勝投 | 敗投 | 中繼 | 救援 | 完投 | 完封 | 三振 | 四死 | 責失 | 投球局數 | 自責分率 | 被上壘率 |
| ---- | ------------ | ---- | ---- | ---- | ---- | ---- | ---- | ---- | ---- | ---- | ---- | ---- | -------- | -------- | -------- |
| 2016 | 聖路易紅雀   | 76   | 0    | 6    | 3    | 14   | 19   | 0    | 0    | 103  | 18   | 17   | 79.2     | 1.92     | 0.92     |
| 2017 | 聖路易紅雀   | 62   | 0    | 1    | 6    | 7    | 20   | 0    | 0    | 54   | 15   | 27   | 59.1     | 4.10     | 1.40     |
| 2018 | 多倫多藍鳥   | 48   | 0    | 4    | 3    | 13   | 2    | 0    | 0    | 55   | 10   | 14   | 47.0     | 2.68     | 1.00     |
| 2018 | 科羅拉多落磯 | 25   | 0    | 2    | 0    | 8    | 1    | 0    | 0    | 24   | 7    | 6    | 21.1     | 2.53     | 1.03     |
| 2018 | 合計         | 73   | 0    | 6    | 3    | 21   | 3    | 0    | 0    | 79   | 17   | 20   | 68.1     | 2.63     | 1.01     |
| 2019 | 科羅拉多落磯 | 21   | 0    | 3    | 1    | 3    | 0    | 0    | 0    | 16   | 6    | 19   | 18.1     | 9.33     | 1.91     |
| 合計 | 4年          | 232  | 0    | 16   | 13   | 45   | 42   | 0    | 0    | 252  | 56   | 83   | 225.2    | 3.31     | 1.15     |

- 粗體黑字為該年度聯盟最高，紅字為韓國職棒紀錄

## 特殊事蹟
- 2011年8月12日，以332場出賽場次創下韓國職棒最速200次救援成功紀錄。
- 2014年3月29日，對讀賣巨人隊日職初登板，救援1局無失分，拿下日職生涯首救援成功。
- 2014年4月10日，對橫濱DeNA灣星隊救援1局無失分，拿下日職生涯首勝。
- 2014年9月21日，對中日龍隊於九局下對福谷浩司擊出生涯暨日職首安。
- 2014年，全季以39次救援成功拿下央聯救援王，並打破宣銅烈保持多年的韓國球員日職救援成功紀錄。
- 2016年4月3日，大聯盟初登板，於對戰海盜隊的比賽在七局上接替先發投手Adam Wainwright，中繼一局送出2次三振及2次保送無失分。
- 2016年4月10日，對亞特蘭大勇士隊中繼一局送出兩次三振無失分，終場拿下旅美首勝。

## 私人生活
- 2015年4月20日，承認與少女時代成員俞利已祕密交往5個月[26]，但2015年10月15日因工作繁忙、聚少離多而分手[27]。
- 2021年12月31日，透過經紀人表示將於2022年1月結婚，未婚妻為圈外人士[28]。

## 外部連結
- 吳昇桓在美國職棒官網（英语）
- 吳昇桓在日本職棒官網（英语）
- 吳昇桓在韓國職棒官網（打者）（英语）
- 吳昇桓在韓國職棒官網（投手）（英语）
- 吳昇桓在Baseball-Reference.com（大聯盟）（英语）
- 吳昇桓在Baseball-Reference.com（小聯盟以及海外聯盟）（英语）
- 吳昇桓在ESPN（MLB）（英语）
- 吳昇桓在FanGraphs.com（英语）
- 吳昇桓在Retrosheet（英语）
- 吳昇桓在The Baseball Cube（英语）
- 吳昇桓在Olympedia（英语）
- 吳昇桓在台灣棒球維基館上的頁面（繁體中文）